# Tell Dam
Tell Dam (tiếng Ả Rập: تل دم) là một ngôi làng Syria nằm ở Sinjar Nahiyah ở huyện Maarrat al-Nu'man, Idlib. Theo Cục Thống kê Trung ương Syria (CBS), Tell Dam có dân số 94 người trong cuộc điều tra dân số năm 2004.